# Бенц, Лаура
Лаура Бенц (нем. Laura Benz; род. 25 августа 1992, Клотен, Цюрих) — швейцарская хоккейная защитница. В составе сборной Швейцарии бронзовый призёр Олимпийских игр 2014 года и участница Олимпийских игр 2010 года. С 2009 по 2021 год на клубном уровне играла за команду «Цюрих Лайонс» в чемпионате Швейцарии.
Сестра-близнец другой хоккеистки и партнера по сборной Швейцарии — Сары Бенц.